# Dżarabulus (dystrykt)
Dżarabulus – jedna z 10 jednostek administracyjnych drugiego rzędu (dystrykt) muhafazy Aleppo w Syrii.
W 2004 roku dystrykt zamieszkiwało 58 889 osób.